# Picumnus lafresnayi
Picumnus lafresnayi (лат.) — вид дятлообразных птиц рода дятелки семейства дятловых. Обитает в Южной Америке. Видовое название дано в честь французского орнитолога Фредерика де Ла Френе. Выделяют четыре подвида.

## Ареал
Представители данного вида обитают в Колумбии, Эквадоре, Перу и Бразилии. Они живут во влажных равнинных и горных тропических лесах. Встречаются на высоте до 1400 м.

## Популяция
Популяция данного вида уменьшается.

## Продолжительность поколения
Продолжительность поколения составляет 4,2 года.

## Подвиды
- P. l. lafresnayi Malherbe, 1862 — номинативный подвид. Обитает в Колумбии, Эквадоре и Перу.
- P. l. punctifrons Taczanowski, 1886 — обитает в Перу.
- P. l. taczanowskii Domaniewski, 1925 — обитает в Перу.
- P. l. pusillus Pinto, 1936 — обитает в Бразилии.